# Monument Rus
El Monument Rus - Руски паметник, Ruski pametnik (búlgar) - és un monument situat a Sofia, la capital de Bulgària. Va ser el primer monument construït a la capital de l'alliberat Principat autònom de Bulgària. Va ser inaugurat el 29 de juny de 1882 i es troba al camí que Osman Nuri Pasha va usar per a fugir de Sofia cap a Pernik el 22 de desembre de 1877.

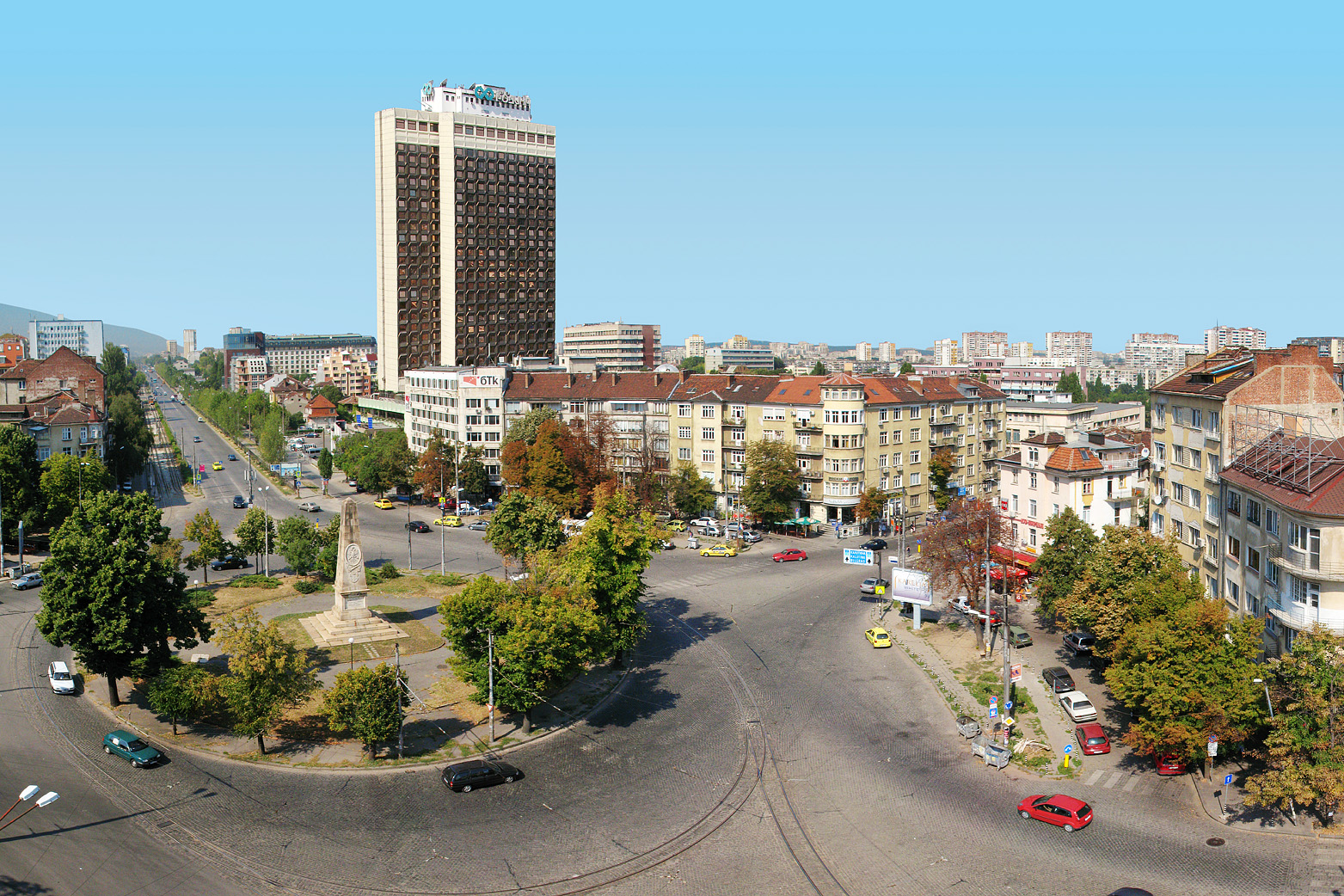
L'encreuament on es troba el Monument Rus.

Els fons per a la construcció del monument van ser aportats pel poble rus. No es coneix exactament qui va dissenyar el monument, però se suposa que va ser, o bé l'arquitecte Vokar, qui va dissenyar monuments similars a Dòbritx, Pleven, Ràzgrad, Veliko Tàrnovo, Svixtov, o Vladimir Sherwood, qui va treballar a Pleven. El monument és un obelisc: una piràmide rectangular amb la part superior truncada i un pedestal de tres graons. El costat est del memorial mostra un relleu de marbre amb l'escut de Rússia i l'Ordre de Sant Jordi, i un text en rus de la prereforma que commemora a Alexandre II de Rússia. El costat oest presenta una altra inscripció.
A la fi del segle xix i principis del xx, el monument es va convertir en un centre de l'estratègia de planejament urbanístic per a esta part de Sofia. Avui està enmig d'una rotonda dels bulevards Skobelev i Totleben. A les rodalies es troben l'encreuament de les Cinc Cantonades, la plaça Macedònia i l'hospital Pirogov.

## Galeria

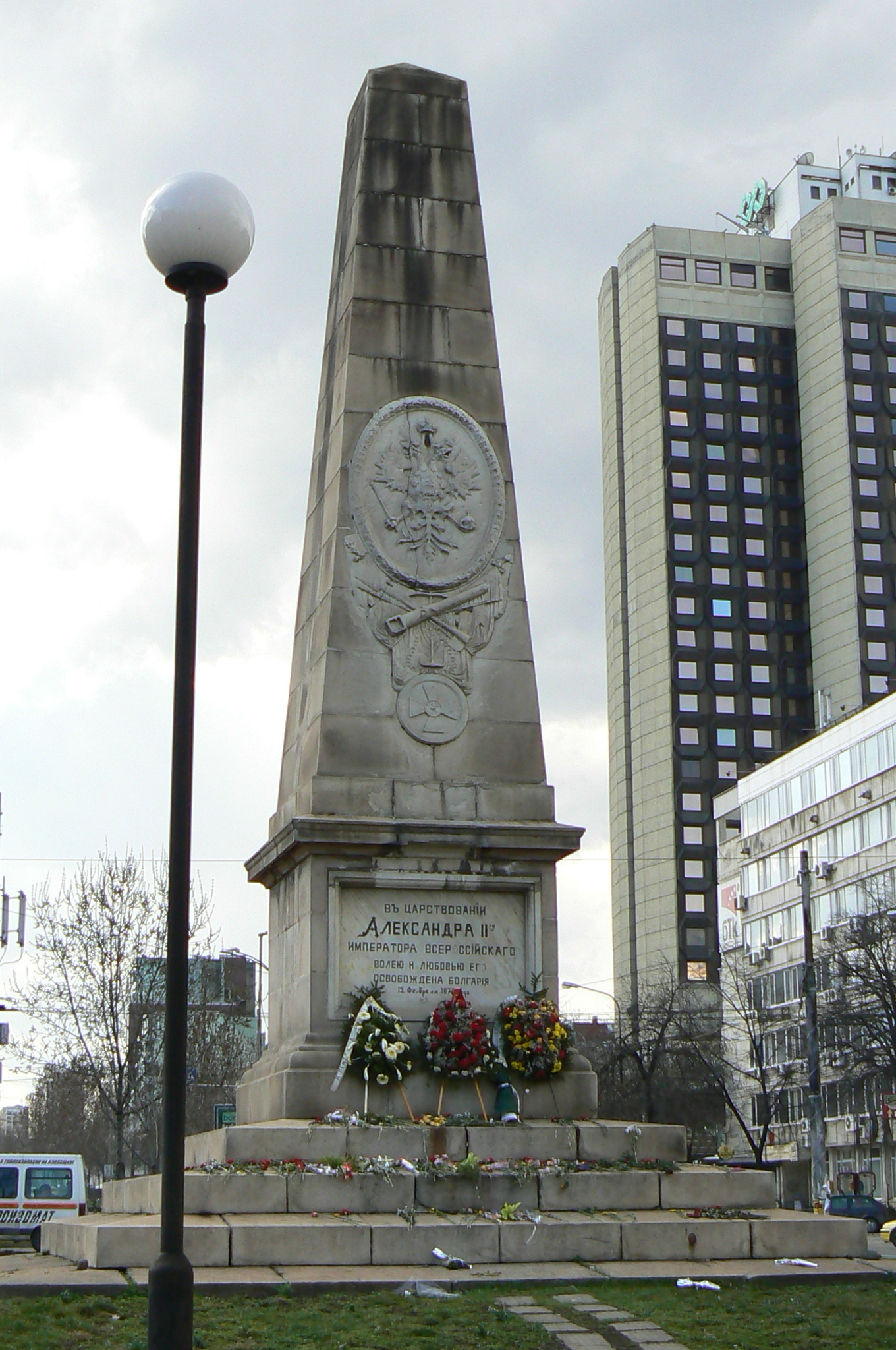
El Monument Rus a Sofia, Bulgària
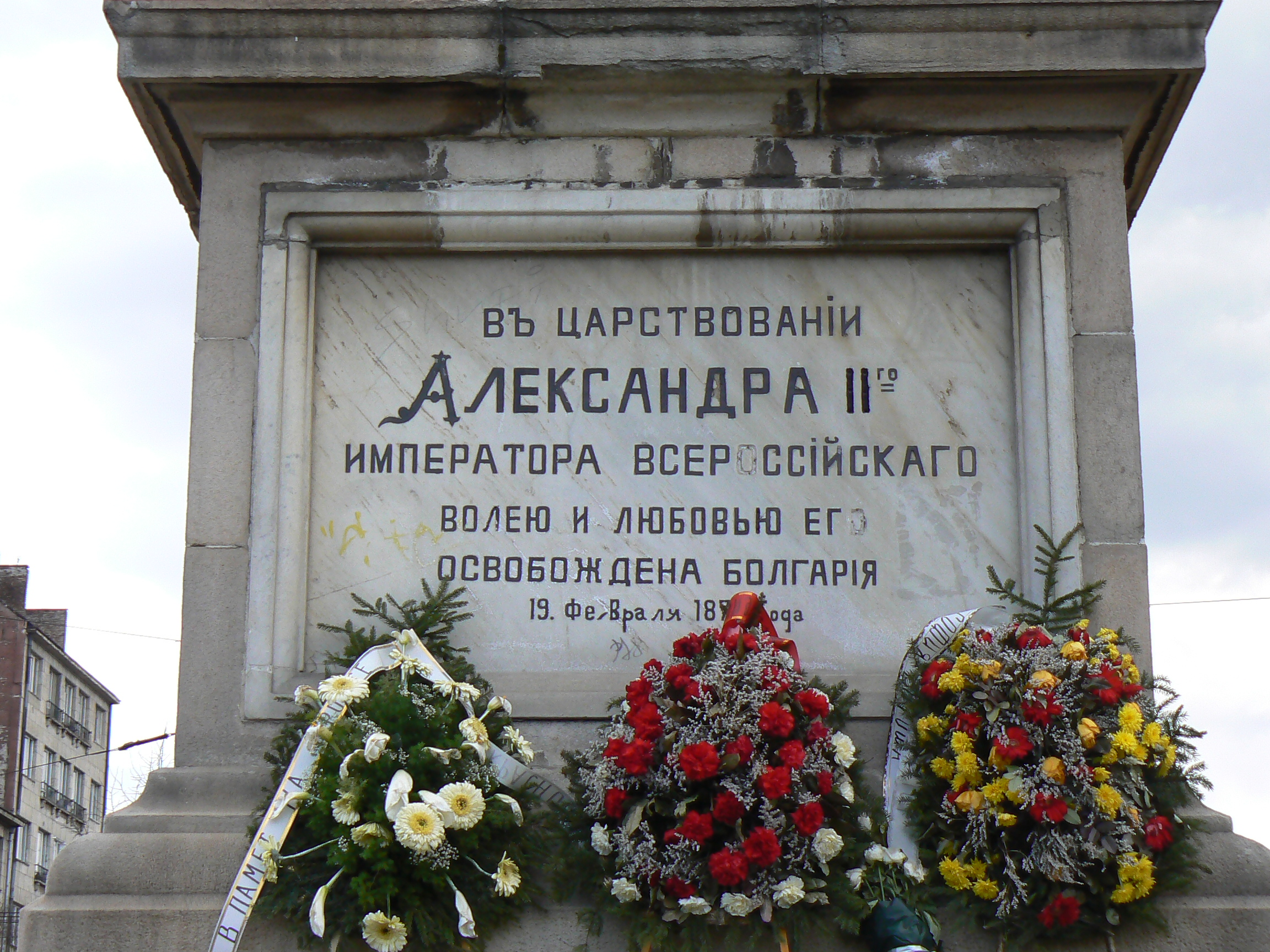
Inscripció del costat oriental
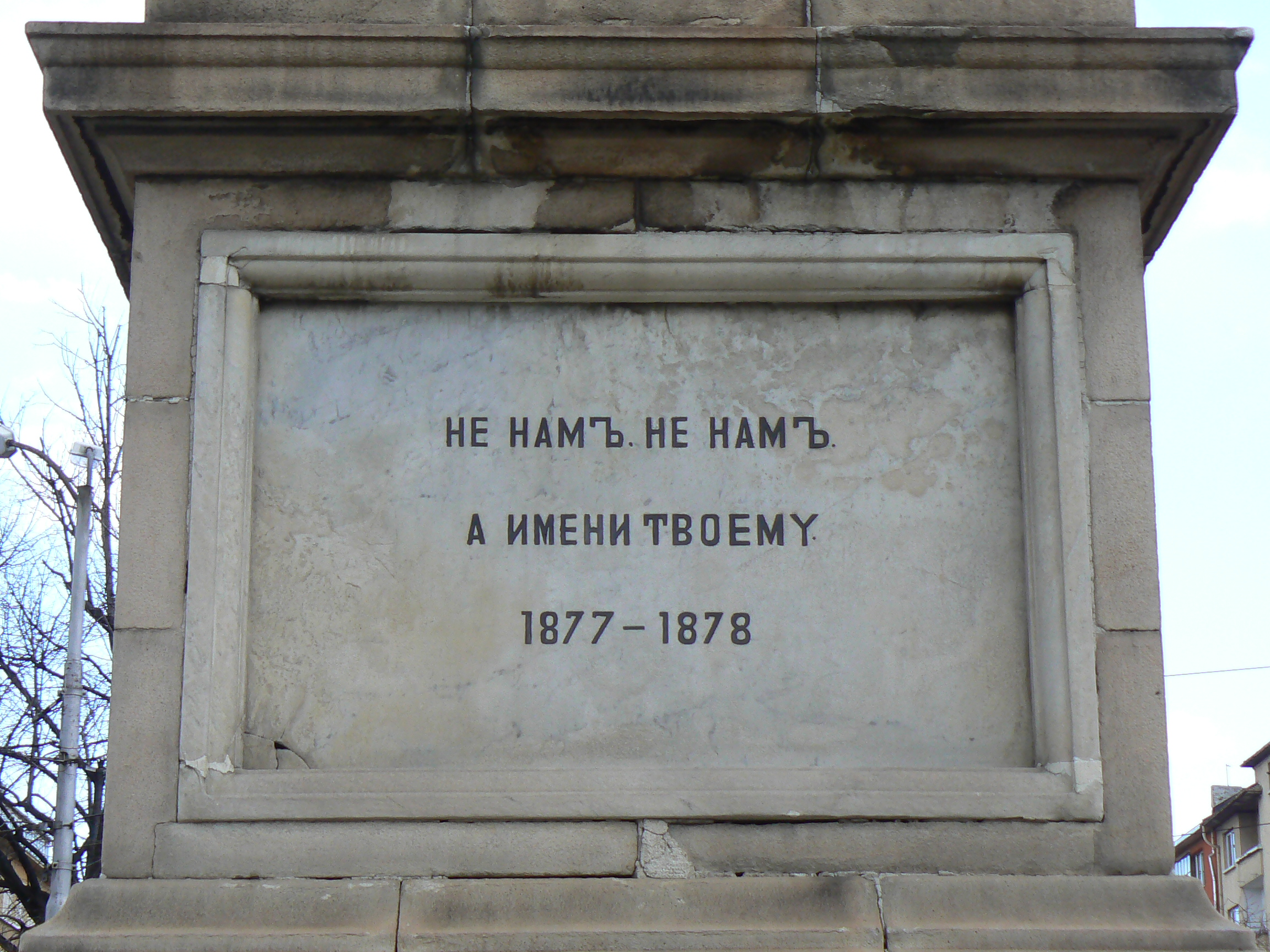
Inscripció del costat occidental
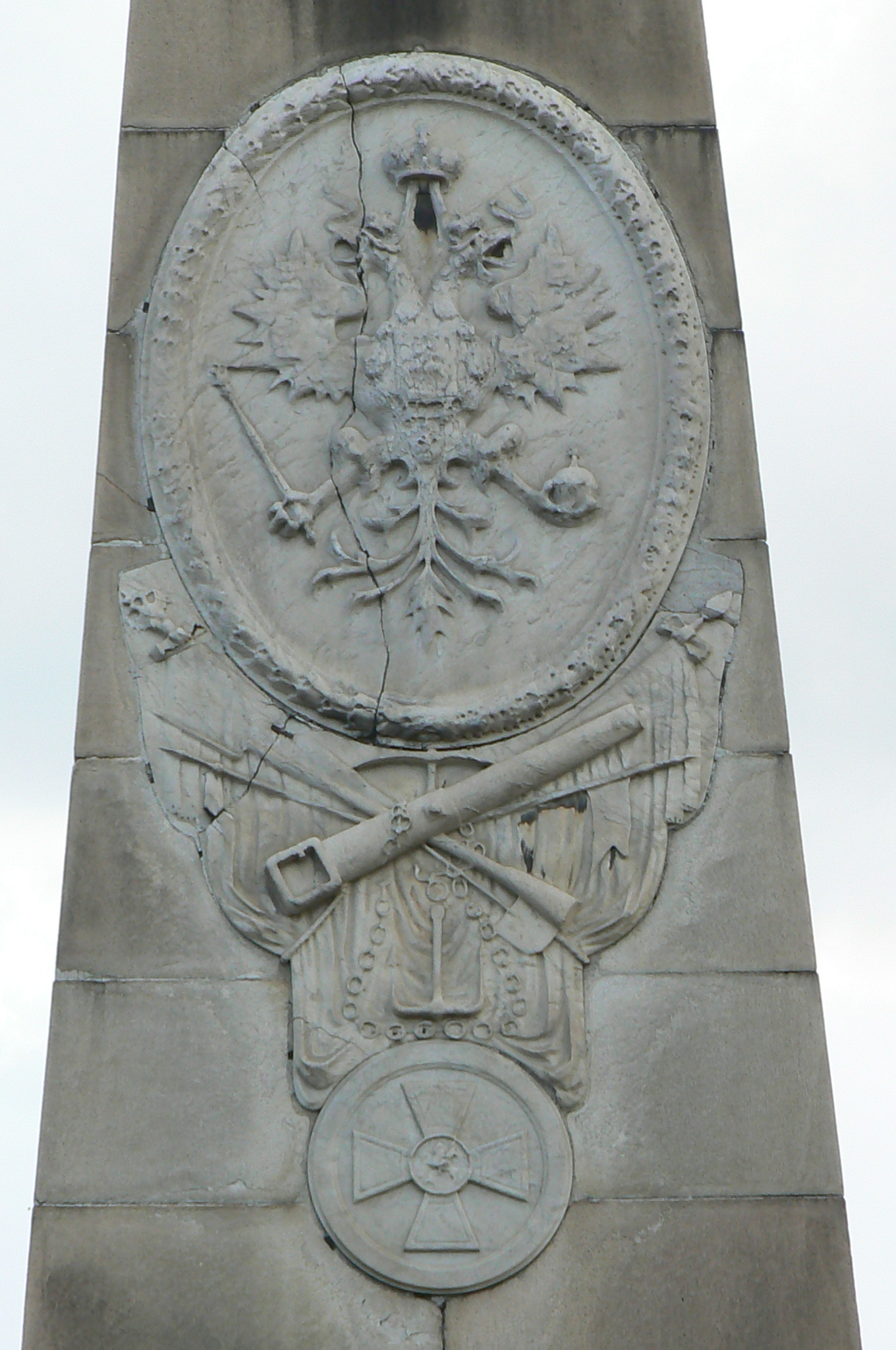
Relleu